# Otto Warth

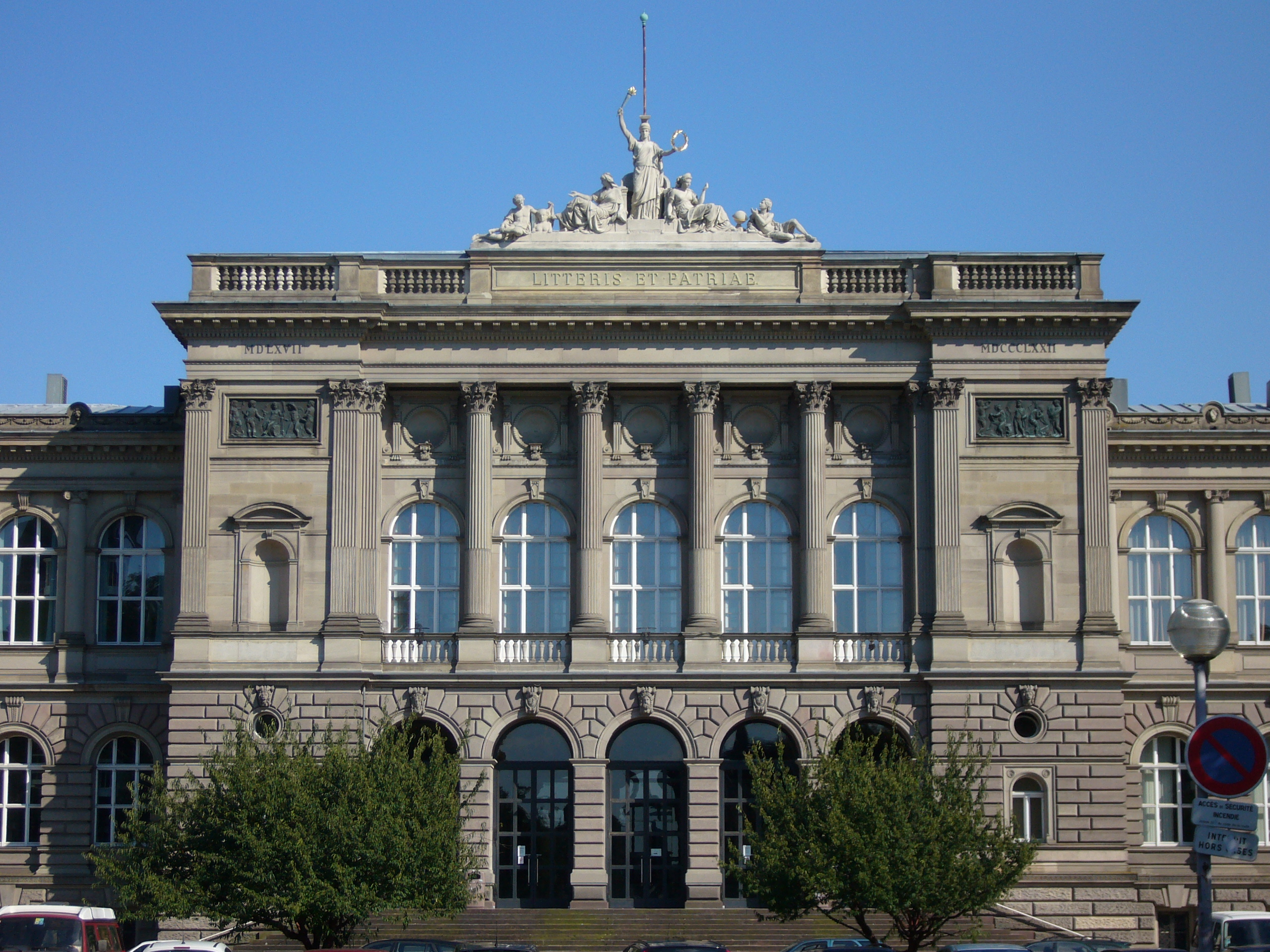

Otto Warth (Limbach, 21 novembre 1845 – Karlsruhe, 5 novembre 1918) è stato un architetto e docente tedesco, professore d'architettura al Karlsruher Institut für Technologie ed ebbe tra i suoi allievi Hermann Billing e Oskar Kaufmann.

## Biografia
Oltre ad opere realizzate a Karlsruhe e Lipsia, realizzò diversi edifici legati alla Kaiser Wilhelms-Universität zu Strassburg – l'Università di Strasburgo allora in territorio tedesco –, e in particolare il Kollegiengebäude (Palazzo dell'Università di Strasburgo), l'Istituto di farmacia e l'Istituto di zoologia, oggi Museo zoologico della città di Strasburgo, oltre alla clinica medica dell'Ospedale civile di Strasburgo.

## Pubblicazioni
- (DE)  Die Konstruktionen in Stein, J. M. Gebhardt, Leipzig, 1896 (VI éd.), 400 p. + 107 p. de pl.
- (DE)  Die Konstruktionen in Holz, Gebhardt, 1900 (VI éd.), 355 p.